# FAXDC2
FAXDC2 (англ. Fatty acid hydroxylase domain containing 2) – білок, який кодується однойменним геном, розташованим у людей на 5-й хромосомі. Довжина поліпептидного ланцюга білка становить 333 амінокислот, а молекулярна маса — 39 002.
| 10         |  | 20         |  | 30         |  | 40         |  | 50         |
| ---------- |  | ---------- |  | ---------- |  | ---------- |  | ---------- |
| MKGEAGHMLH |  | NEKSKQEGHI |  | WGSMRRTAFI |  | LGSGLLSFVA |  | FWNSVTWHLQ |
| RFWGASGYFW |  | QAQWERLLTT |  | FEGKEWILFF |  | IGAIQVPCLF |  | FWSFNGLLLV |
| VDTTGKPNFI |  | SRYRIQVGKN |  | EPVDPVKLRQ |  | SIRTVLFNQC |  | MISFPMVVFL |
| YPFLKWWRDP |  | CRRELPTFHW |  | FLLELAIFTL |  | IEEVLFYYSH |  | RLLHHPTFYK |
| KIHKKHHEWT |  | APIGVISLYA |  | HPIEHAVSNM |  | LPVIVGPLVM |  | GSHLSSITMW |
| FSLALIITTI |  | SHCGYHLPFL |  | PSPEFHDYHH |  | LKFNQCYGVL |  | GVLDHLHGTD |
| TMFKQTKAYE |  | RHVLLLGFTP |  | LSESIPDSPK |  | RME        |  |            |

A: Аланін

C: Цистеїн

D: Аспарагінова кислота

E: Глутамінова кислота

F: Фенілаланін

G: Гліцин

H: Гістидин

I: Ізолейцин

K: Лізин

L: Лейцин

M: Метіонін

N: Аспарагін

P: Пролін

Q: Глутамін

R: Аргінін

S: Серин

T: Треонін

V: Валін

W: Триптофан

Задіяний у такому біологічному процесі, як альтернативний сплайсинг. 
Локалізований у мембрані.